# ArenaNet
ArenaNet est un studio de développement américain spécialisé dans les jeux en ligne. Il a été formé en 2000 notamment avec d'anciens employés de chez Blizzard, auteurs entre autres de StarCraft et des séries Warcraft et Diablo.
Depuis 2002, le studio appartient à la société coréenne NCsoft. Il est à l'origine de la série de jeux Guild Wars, sorti en avril 2005 sur PC.

## Jeux développés
- Guild Wars Prophecies (28 avril 2005)
  - Guild Wars Factions (28 avril 2006)
  - Guild Wars Nightfall (27 octobre 2006)
  - Guild Wars: Eye of the North (31 août 2007)
- Guild Wars 2 (28 août 2012)
  - Guild Wars 2: Heart of Thorns (23 octobre 2015)
  - Guild Wars 2: Path of Fire (22 septembre 2017)
  - Guild Wars 2: End of Dragons (28 février 2022)
  - Guild Wars 2: Secrets of the Obscure (22 août 2023)
  - Guild Wars 2: Janthir Wilds (20 août 2024)